# St.-Martin-Kirche (Berlin-Märkisches Viertel)

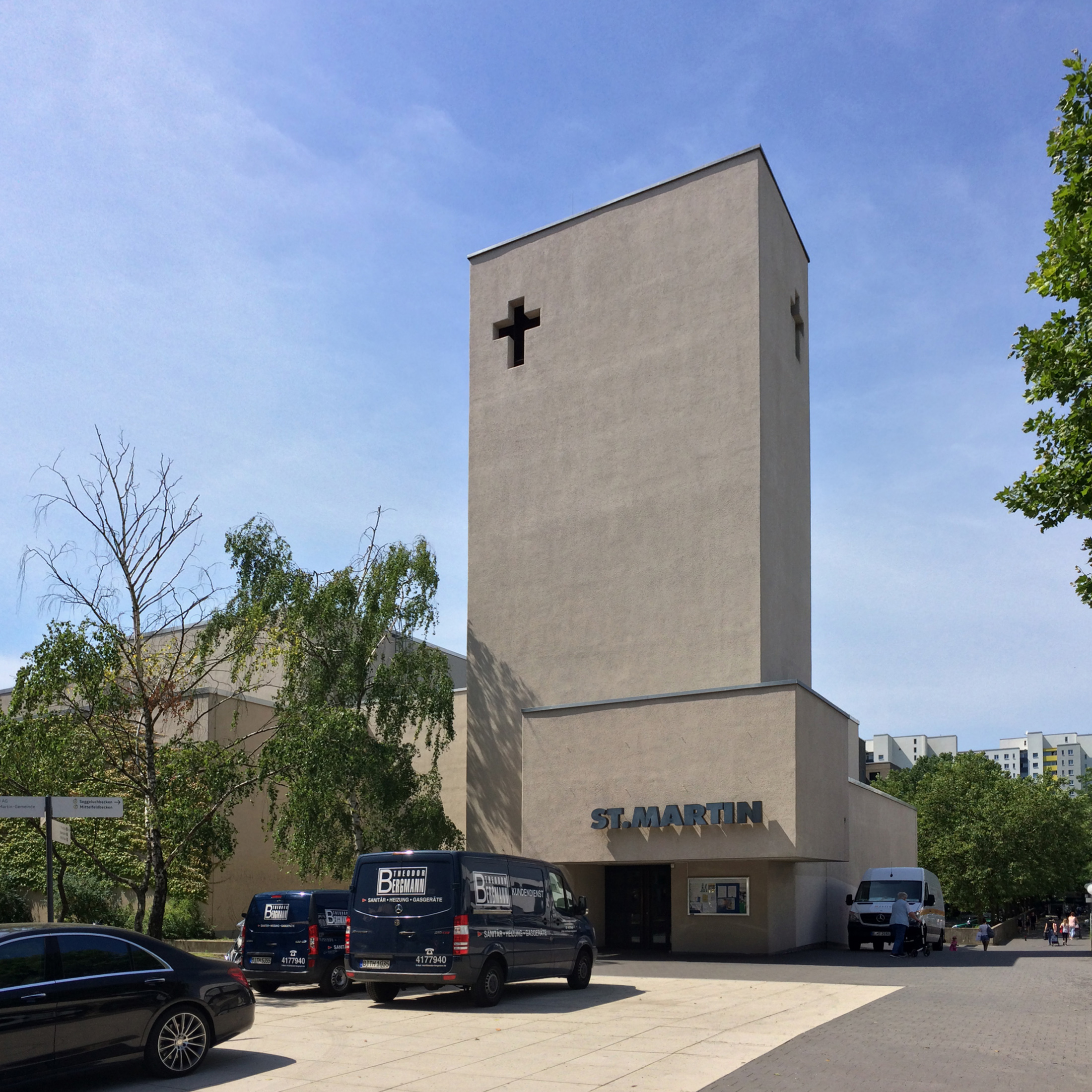
St.-Martin-Kirche (2017)

Die römisch-katholische St.-Martin-Kirche (ⓘ) am Wilhelmsruher Damm 144–144b im Berliner Ortsteil Märkisches Viertel des Bezirks Reinickendorf steht unter Denkmalschutz. Sie wurde 1972/1973 nach einem Entwurf von Werner Düttmann in Betonbauweise errichtet. Der Sichtbeton ist ein prägendes gestalterisches Mittel; in der Hervorhebung der Oberflächenbeschaffenheit des Materials Beton ist das Gebäude kunsthistorisch der Architekturrichtung des Brutalismus verbunden und damit ein prägnantes Beispiel der Nachkriegsmoderne.

## Geschichte
Von 1965 an entstand im Norden Berlins ein neues Stadtviertel für ca. 50.000 Einwohner. Bereits im Herbst 1968 wurde der erste Gottesdienst für die katholische Bevölkerung in einem Laden gehalten. Mit der Planung des Gebäudeensembles und dessen abschnittsweise Fertigstellung ging der Aufbau einer Tochtergemeinde der St. Nikolaus-Gemeinde in Berlin-Wittenau einher. Die neue Gemeinde wählte als Schutzpatron den heiligen Martin von Tours. St. Martin wurde am 1. September 1971 vermögensrechtlich selbstständige Kuratie.
Die Grundsteinlegung zum neuen Gemeindezentrum war am 10. Oktober 1970, die Kirchweihe am 7. Oktober 1973. Die Baukosten für Gemeindehaus und Kirche betrugen 5,5 Millionen Mark (kaufkraftbereinigt in heutiger Währung: rund 9,97 Millionen Euro), die vom Bistum Berlin getragen wurden. Die Gemeinde übernahm 180.000 Mark für die Inneneinrichtung.

## Baubeschreibung
Neben den vielen Gemeindezentren mit integrierter Predigtkirche entstanden in den 1970er Jahren auch reine Sakralbauten. Verbindendes Element dieser Kirchenbauten war die Zentralisierung des architektonischen Raumes zur Förderung der tätigen Teilnahme der Gläubigen an der heiligen Messe gemäß der Liturgiereform. Der Altar wurde zwar immer weiter in den Raum hinein gezogen, bildete aber selten tatsächlich den architektonischen Mittelpunkt, sodass häufig eine Diskrepanz zwischen architektonischer und liturgischer Zentralisierung bestehen blieb. Die ersten Beispiele für die vollständige Zentralisierung mit dem Altartisch in der Mitte des Raumes waren erst gegen Ende der 1960er Jahre zu verzeichnen. Im nachfolgenden Jahrzehnt war die Zentrierung noch stärker ausgeprägt. Die Kirche am Wilhelmsruher Damm ist hierfür ein Beispiel (ein etwa zeitgleich entstandenes Beispiel für eine exakt-zentrale Stellung des Altars in einer Kirche ist St. Laurentius im oberfränkischen Buchbach). Das Bauensemble des Gemeindezentrums St.-Martin besteht neben der Kirche aus dem Gemeindehaus, einem Altenheim, einer Kindertagesstätte und einer Schule.
Die Kirche hat einen unregelmäßig kreuzförmigen Grundriss, der von der Wirkung einem Zentralbau nahe kommt, aber kein exakter Zentralbau ist. Die Wände des kubistisch-blockhaften Baus sind in Sichtbeton ausgeführt und haben die raue Struktur der ehemaligen Schalung beibehalten. Die Umfassungswände haben keine Fenster. Das Innere erhält von oben durch schmale schrägliegende Dachfenster, die ringsum angeordnet sind, indirekt Tageslicht. Das Langhaus hat zwei versetzt angeordnete Querschiffe unterschiedlicher Höhe, in deren Schnittpunkt unter der überhöhten Vierung der Altar steht. Auf ihn fällt von oben das Licht durch ein großes Oberlicht. Es gruppiert sich um ein kleines quadratisches Deckenelement, das in die Unterzüge eingespannt ist. Der Chor ist baulich nur angedeutet. Der Zugang ins Innere führt zunächst in einen Vorraum durch das Portal im Glockenturm. Dahinter liegt das zur Vorhalle erweiterte erste Joch des Langhauses mit der Empore, wo sich die Wege zum zentralen Gottesdienstraum und zur Marienkapelle teilen, letztere wird an Werktagen benutzt. Die Kapelle lässt sich durch raumhohe Falttüren vom Kirchenraum trennen.

## Geläut
Dem Turm ist kein Kreuz aufgesetzt, sondern in seinen Wänden wurde oben eine Aussparung in Form eines Kreuzes eingeschnitten. Sein Geläut aus vier Bronzeglocken stammt aus der Glockengießerei Rudolf Perner. Jede Glocke ist mit einem Bild geschmückt und hat einen besonderen Glockenspruch unterhalb der Krone. Ihre Weihe fand am 6. September 1981 statt.
| Name der Glocke | Schlagton | Gewicht (kg) | Durchmesser (cm) | Höhe (cm) | Glockenspruch                                                    |
| --------------- | --------- | ------------ | ---------------- | --------- | ---------------------------------------------------------------- |
| PETRUS          | fis'      | 877          | 113              | 91        | DU ABER STÄRKE DEINE BRÜDER.                                     |
| PAULUS          | a'        | 506          | 097              | 75        | ERLAHMT NICHT IM EIFER, SEID FEURIGEN GEISTES, DIENET DEM HERRN! |
| HEDWIG          | h'        | 354          | 085              | 65        | WIR VERKÜNDIGEN CHRISTUS DEN GEKREUZIGTEN.                       |
| MARIEN          | d"        | 211          | 072              | 55        | WAS ER EUCH SAGT, DAS TUT!                                       |

## Ausstattung

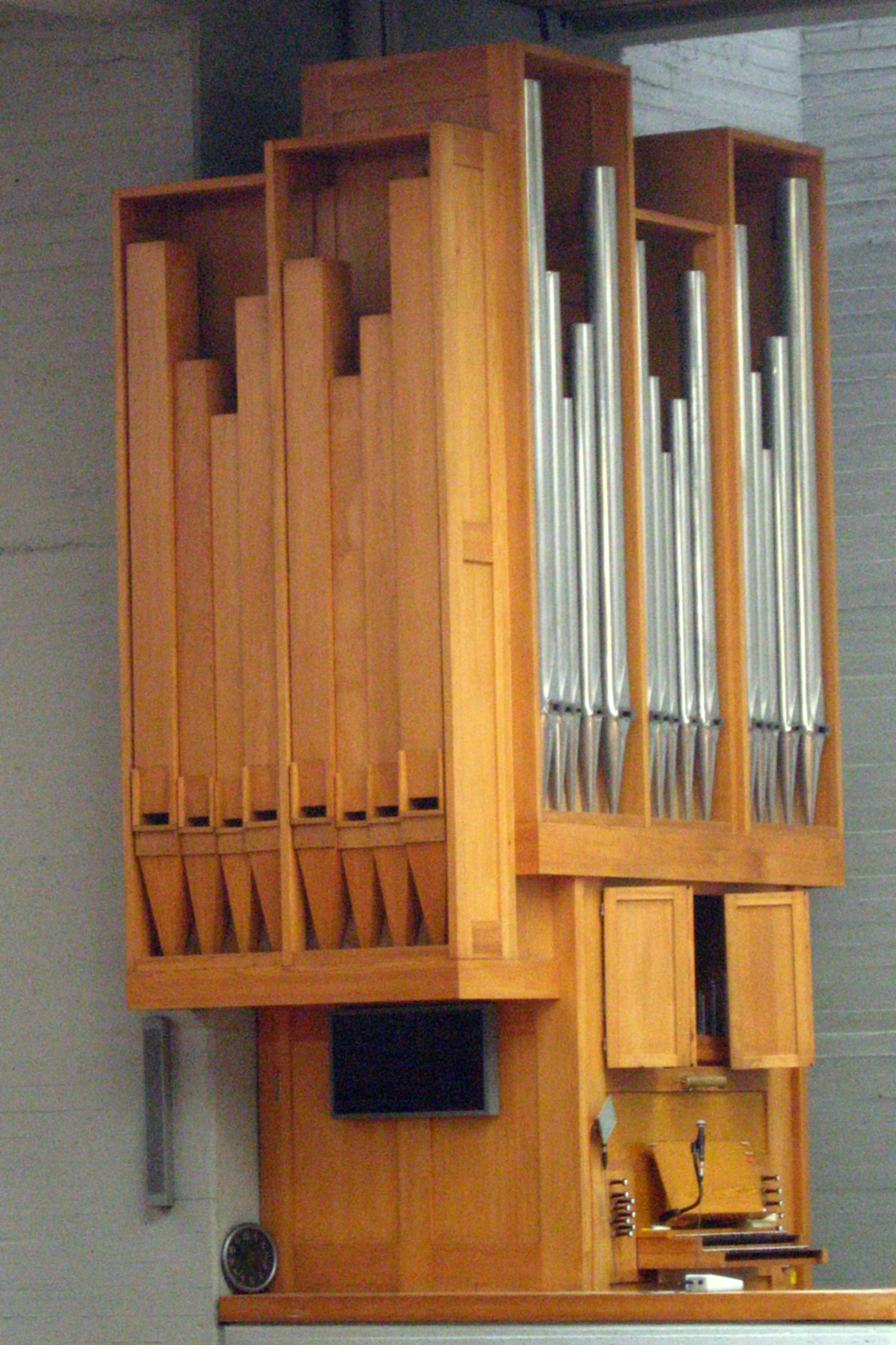
Orgel

Alle Decken des Kirchenraumes sind mit Fichtenholzriemen verkleidet. Auch der Altartisch, der Ambo und die Sedilien sind aus hellem Fichtenholz gearbeitet, ebenso die Bänke des Kirchengestühls, die an drei Seiten der um eine Stufe erhöhten Altarinsel angeordnet sind. Die Wände sind geschmückt mit vierzehn Kreuzwegstationen, die Jakob Adlhart 1985 geschnitzt hat. Die Orgel stammt vom Freiburger Orgelbau August Späth aus dem Jahr 1973. Sie umfasst 13 Register auf nun zwei Manualen und Pedal. Eine Revision und die Entfernung des ursprünglichen Koppelmanuals erfolgte 2008 durch die Orgelmacherei Merklin. An der Stirnwand hinter dem Altar hängen ein großes Bild des heiligen Martin und ein großes Holzkreuz. Das Taufbecken ist im rechten Seitenschiff in die Bankreihen eingegliedert. In der Marienkapelle befindet sich eine Statue der Gottesmutter, die um 1400 in Umbrien entstanden ist. Bis 2004 wurde der hier auf dem Altar der Kapelle angebrachte Tabernakel genutzt. Seither steht der neue Tabernakel, eine Arbeit des Bildhauers Wilfried Statt, im Altarraum. Das Tafelbild des Schutzpatrons wurde 1980 von Johannes Grützke gemalt. Das bronzene Taufbecken schuf Hubert Elsässer 1986.